# سیورغاتمیش
جلال الدین سیورغاتمیش فرمانروای قراختایی کرمان و پسر قطب‌الدین محمد بود.

## زندگی
هویت مادر وی ناشناخته است، او یک خواهر به نام اردو قتلغ داشت که با بایدو ازدواج کرده بود. او دوست دوران کودکی تکودر، پسر هولاکوخان بود، ارتباطی که در آینده برایش مفید بود. او که فردی جاه طلب بود، در سال ۱۲۷۹ میلادی برای احقاق حقوق شریف برادر ناتنی خود مظفرالدین حجاج به دربار اباقا رفت. پس از به رسمیت شناخته شدن، در ۱۹ سپتامبر ۱۲۸۰ میلادی وارد کرمان شد و نامادری خود قتلغ ترکان را مجبور کرد تا او را تا ۱۹ اکتبر به عنوان همکار حاکم اعلام کند تا خطبه به نام او نیز اعلام شود. تعدادی از اعضای دربار از جمله معزالدین ملکشاه، از اشراف بلندپایه، به سیورغاتمیش پیوستند. اما به زودی «به دخترش پادشاه خاتون شکایت کرد و یرلیغی دریافت کرد که پسرخوانده‌اش را از دخالت در امور کرمان منع کرد». 

## حکومت
پس از مرگ اباقا در سال ۱۲۸۱ میلادی، او به دلیل دوستی با تکودار، ایلخان جدید، قدرت زیادی به دست آورد. او همچنین با سوقونجاق نویان - والی عراق و خوزستان و قوطوی خاتون - مادر تکودر متحد بود. وی در سال ۱۲۸۲ میلادی توسط تکودر به عنوان حاکم جدید کرمان تأیید شد. اگرچه وفاداران قتلغ ترکان در کرمان، یعنی امیر ساتیلمیش، امیر محمد قتلغ تاش، امیر محمد ایاد گوز و امیرمحمد علمدار سعی کردند سویوکشاه - پسر دخترش بی‌بی ترکان را به تخت سلطنت ببرند، اما زمانی که سویوکشاه این توطئه را فاش کرد، این امر بی فایده بود. کوتوی، سرپرست سویورگاتمیش، تکودار را متقاعد کرد که از سویورغاتمیش در برابر اتحاد احتمالی با شاهزاده رقیب، ارغون حمایت کند. سال‌های بعدی او را در جنگ قدرت بین خواهر و برادرش بی‌بی ترکان و پادشاه خاتون گذراند.

## مرگ
در حالی که او به لطف وزیر قدرتمند بوقا توانست تاج و تخت خود را حفظ کند، این وضعیت در سال ۱۲۹۱ میلادی با مرگ ارغون به یکباره پایان یافت. پادشاه خاتون که اکنون با ایلخان جدید گیخاتوخان ازدواج کرده بود، خواستار حکومت بر کرمان شد که ایلخان با آن موافقت کرد. او در اکتبر ۱۲۹۲ میلادی به زندان پادشاه افتاد. اما او به لطف همسرش کوردوجین خاتون موفق به فرار شد و دوباره زندانی شد. سیورغاتمیش سرانجام در ۲۱ اوت ۱۲۹۴ فوت کرد.

## خانواده
او با کوردوجین خاتون دختر ابش خاتون - دختر ساد دوم، اتابگ فارس و منگو تیمور - پسر هولاکو ازدواج کرد. او همچنین صیغه ای به نام آیسن داشت. آنها مسائل زیر را داشتند: 
- شاه علم - ازدواج با بایدو
- قطب‌الدین شاه جهان - حاکم کرمان بین ۱۳۰۴–۱۳۰۶ میلادی.